# Internet Relay Chat
Internet Relay Chat (IRC) je otevřený protokol na textovou komunikaci. Je založen na klient–server architektuře. IRC je primárně navrženo pro skupinovou komunikaci v místnostech – kanálech, ale umožňuje také soukromou komunikaci mezi dvěma uživateli nebo přenos
souborů přes Direct Client-to-Client (DCC) nadstavbu. IRC klient je počítačový program, pomoci kterého se uživatel připojuje na IRC server a komunikuje s ostatními uživateli.
IRC bylo jednou z prvních možností komunikace v reálném čase po internetu. Ve své době propojovala významnou část internetových uživatelů. IRC tak částečně stojí u zrodu „internetového chatování“ (many-to-many)
IRC je popsáno v RFC 1459.

## Historie
Psal se srpen roku 1988, kdy dva finští programátoři spustili svůj první IRC (Internet Relay Chat) server na adrese tolsun.oulu.fi (patřící Technické Univerzitě v Helsinkách). V té době Finsko ještě nemělo zahraniční konektivitu a tudíž IRC, jako zcela nové médium, bylo výsadou pouze Finska. Postupem času se spousta univerzit ve Finsku spojila a vytvořila první větší IRC síť, která se rychle zvětšovala. Průlom nastal v době, kdy se Internet začal rozšiřovat do globálních rozměrů a nebyl již jen výsadou vlád a univerzit. K finským univerzitám se připojily další státy, zprvu Švédsko a posléze další země, a IRC se značně rozšířilo. Vznikla tak první mezinárodní síť a tehdy jediná IRC síť na světě. Název EFnet dostala tato síť až později, konkrétně v srpnu roku 1990, kdy se poprvé od původní IRC sítě odpojila jedna část a vytvořila tak separátní síť. Tou sítí byl Anet (Anarchy net).
V roce 1996 se stala do té doby nejvýraznější událost, která následně ovlivnila vývoj IRC jako takového. Došlo k velkým sporům o to, jakou cestou se vydá další vývoj IRC serverů a následkem nesouhlasu evropských operátorů s postoji jejich amerických protějšků se od Efnetu část serverů oddělila a vznikla tak nová síť – IRCnet, která je považována za pokračovatele původního Efnetu a ovládá vývoj hlavní distribuce programu IRC serveru. IRCnet je zároveň největší existující IRC sítí. IRCnet se stal převážně evropskou sítí, EFnet americkou. Postupem času se ke každé z těchto částí přidaly jak evropské, tak americké servery. Dnes se již tyto sítě nerozlišují podle místní příslušnosti a jsou dostupné všem uživatelům. Rozpad EFnetu se stal impulzem pro vznik nových sítí.

## Nejznámější IRC sítě

### Historickávelká čtyřka:
- EFnet
- IRCnet
- Undernet
- DALnet

### Největší IRC sítě 2015
Data platná k březnu 2015.
- freenode – kolem 99 tisíc uživatelů ve špičce
- IRCNet – kolem 44 tisíc uživatelů ve špičce
- QuakeNet – kolem 36 tisíc uživatelů ve špičce
- EFnet – kolem 26 tisíc uživatelů ve špičce
- Undernet – kolem 25 tisíc uživatelů ve špičce
- Rizon – kolem 25 tisíc uživatelů ve špičce

### Současné největší IRC sítě
Data platná k březnu 2025.
- Libera.Chat – kolem 31 tisíc současně připojených uživatelů
- Undernet – kolem 16,5 tisíce současně připojených uživatelů
- OFTC – kolem 16 tisíc současně připojených uživatelů
- IRCnet – kolem 14,5 tisíce současně připojených uživatelů
- hackint – kolem 11 tisíc současně připojených uživatelů
- HybridIRC – kolem 10 tisíc současně připojených uživatelů
- Rizon – kolem 9,5 tisíce současně připojených uživatelů
- EFnet – kolem 9 tisíc současně připojených uživatelů
- EvoChat – kolem 7 tisíc současně připojených uživatelů
- QuakeNet – kolem 6 tisíc současně připojených uživatelů

### České IRCnet servery
- irc.felk.cvut.cz (IP adresa 147.32.80.79, port 6667)
- irc.ipv6.cesnet.cz (IPv6 komunikace, port 6667)
- irc.nfx.czf (IPv6 komunikace, port 6667, dostupný pouze v síti czFree)

### České CZfree servery
CZFree (Nomiho síť, plná převážně českých uživatelů - většinově studenti vysokých škol či jejich absolventi)
- irc.nomi.cz, irc.czfree.net (podporuje IPv6) (6667), irc.nutcracker.cz (podporuje SSL na portu 6697)

## Kanály
Uživatelé přes IRC komunikují převážně na tzv. kanálech, které jsou podobné „místnostem“ v jiných internetových chatech. Uživatelé mohou být přítomni na více kanálech najednou a zároveň mezi sebou mohou komunikovat i individuálně v soukromí. Charakteristický pro název IRC kanálu je znak #, za kterým bývá jméno „místnosti“ uvozeno.
Aktuální pořadí nejnavštěvovanějších českých kanálů naleznete na stránkách IRCnetu.
1. #linux.cz (131)
2. #czechoslovakia (88)
3. #presov (86)
4. #cz (67)
5. #bsd.cz (56)
6. #zabava (55)
7. #slovakia (52)
8. #praha (48)
9. #milovanie (48)
10. #pohoda (36)

## Klient
K připojení na IRC je třeba speciální program – IRC klient. Mezi nejoblíbenější klienty patří mIRC, Pidgin (multiplatformní), HexChat (odvozen od XChat), KVIrc, Miranda IM nebo ChatZilla, v Linuxu navíc třeba konzolové irssi. Výhoda ChatZilly je ve spolupráci s webovým prohlížečem Mozilla Firefox, takže je vstup do místnosti pohodlný na jedno kliknutí. Je možné se též připojit přes webový prohlížeč Opera.

## Typy uživatelů IRC
Channel FounderTen, kdo založí kanál, je automaticky „channel founder“ – zakladatel. Jako správce má na kanálu nejvyšší privilegia, která mu umožňují kompletní správu kanálu.
Channel OperatorZískává od zakladatele kanálu částečná privilegia pro správu kanálu.

## Závěr
Internetové směnové povídání (IRC) je forma okamžité komunikace přes internet. To je hlavně určeno pro skupinu (many-to-many).
Mnoho lidí však používá k připojení do IRC sítě nejrůznější klienty a protokoly. Většina z klientů trpí bezpečnostními nedostatky – např. posílá uživatelovo heslo nezašifrované nebo je omezena už ze své podstaty (designu). Proto je někdy výhodné použít modernější protokol SILC.